# 箕作秋坪
箕作 秋坪（みつくり しゅうへい、文政8年12月8日〈1826年1月15日〉 - 明治19年〈1886年〉12月3日）は、江戸時代末期から明治時代の洋学者（蘭学者）、教育者、啓蒙思想家。諱は矩、通称は文蔵、号は宜信斎。

## 生涯
文政8年（1826年）、備中国（現・岡山県）の儒者菊池陶愛（菊池應輔亮和の婿養子である医者菊池好直正因の養子である菊池慎の子。名は文理。通称は士郎）の次男として生まれた。
美作国津山藩士の箕作阮甫、次いで緒方洪庵の適塾にて蘭学を学び、それぞれの弟子となった。嘉永3年（1850年）、阮甫の二女・つねと婚姻して婿養子となり、長男・奎吾（夭折）、次男・数学者の大麓（秋坪の実家・菊池家の養嗣子）、三男・動物学者の箕作佳吉、四男・歴史学者の箕作元八の4男をもうけた。
幕末の外交多事のなか、幕府天文方で翻訳に従事。安政6年（1859年）、幕府蕃書調所（東京大学の前身）の教授手伝となる。文久元年（1861年）の幕府による文久遣欧使節に、福澤諭吉・寺島宗則・福地源一郎らと随行しヨーロッパを視察。慶応2年（1866年）、樺太国境交渉の使節としてロシアへ派遣された。
明治維新後は、かつての攘夷論者が率いる明治新政府に仕えるのを好まず、三叉学舎を開設。三叉学舎は当時、福沢諭吉の慶應義塾と並び称される洋学塾の双璧であり、東郷平八郎・原敬・平沼騏一郎・大槻文彦らが学んだ。また、専修学校（専修大学の前身）開設に際しては、法律経済科を設置し、創立者の相馬永胤らに教授を任せる等の協力をした。
明治8年（1875年）から2年間弱、東京師範学校摂理を嘱託、明治12年（1879年）には、教育博物館（のち東京教育博物館：国立科学博物館の前身）館長を嘱託された。明治14年（1881年）に文部省御用掛（准奏任取扱）に任命された後、明治18年（1885年）には、その適性と学才が認められ正式に文部省官吏として任用（従五位）され、東京教育博物館長とともに東京図書館（帝国図書館及び国立国会図書館の前身）館長を兼務した。
この間、明治6年（1874年）、森有礼らと明六社を創立してまもなく社長に就任。明治12年（1879年）には、福澤諭吉・西周・加藤弘之らとともに東京学士会院の創設に参画し、創立会員7名の一人に選ばれた。
秋坪は古賀侗庵に学んだ漢学の大家でもあった。教育者として、秋坪は2・3歳から6・7歳までの児童を教育することが最も効果的だと主張し、教育能力を欠く家庭の父母、特に女子への教育の重要性を説いた。
妻・つねの死後、その妹で箕作省吾の未亡人であったしん（ちま、阮甫の三女）と再婚。しんとの間には長女・直子（人類学者の坪井正五郎に嫁ぐ）をもうけた。
明治19年（1886年）、肺炎のため死去。墓所は谷中霊園。

## 家族
- 前妻・つね - 箕作阮甫の娘
- 後妻・しん - つねの妹。箕作省吾の元妻。
- 長男・箕作奎吾 - 慶応2（1866）年、15歳で幕府留学生として弟の大六らとともにイギリスへ留学。明治4年大川にて溺死[14]。
- 二男・箕作大六（菊地大麓） - 12歳で兄同様イギリス留学。のち東京帝国大学総長。
- 三男・箕作佳吉
- 四男・箕作元八
- 娘・直子 - 坪井正五郎の妻
- 甥・箕作麟祥、箕作秋吉、呉文聰、呉秀三

## 栄典
- 1885年（明治18年）6月10日 - 従五位[15]

## 関連文献
- 治郎丸憲三著 『箕作秋坪とその周辺』 箕作秋坪伝記刊行会、1970年6月
  - 「先覚箕作秋坪の家塾」（『岡山県私学紀要』第7号、岡山県私学協会、1971年3月）
  - 「箕作秋坪伝補説」（『作陽音楽大学・作陽短期大学研究紀要』第8巻第1号、1975年4月）
  - 「大村益次郎と箕作」（『作陽音楽大学・作陽短期大学研究紀要』第10巻第1号、1977年5月）
  - 「箕作秋坪素描」（『作陽音楽大学・作陽短期大学研究紀要』第12巻第1号、1979年11月、NAID 40001449901）